# Liste der Nummer-eins-Hits in Italien (2018)
Diese Liste der Nummer-eins-Hits basiert auf den offiziellen Chartlisten der Federazione Industria Musicale Italiana (FIMI), der italienischen Landesgruppe der IFPI, im Jahr 2018. Berücksichtigt werden die Album- und die Singlecharts.

## Singles
| ← 2017 ← | Liste der Nummer-eins-Hits in Italien | Liste der Nummer-eins-Hits in Italien              | Liste der Nummer-eins-Hits in Italien | 2019 → |
| \| Zeitraum \| Wo. ges. \| Interpret \| Titel Autor(en) \| Zusätzliche Informationen \| \| (Zeitraum, Wochen auf Platz eins, Interpret, Titel, Autor[en], zusätzliche Informationen) \| \| \| \| \| \| ----------------------------------------------------------------------------------------- \| -------- \| -------------------------------------------------- \| ------------------------------------------------------------------------------------------------------------------------------------------------ \| ---------------------------------------------------------------------------------------------------------------------------------- \| \| 1. Dezember 2017 – 18. Januar 2018 7 Wochen \| 7 \| Ed Sheeran \| Perfect Ed Sheeran \| – \| \| 19. Januar 2018 – 25. Januar 2018 1 Woche \| 1 \| Sfera Ebbasta feat. Quavo \| Cupido Paolo Alberto Monachetti, Gionata Boschetti, Quavious Marshall \| – \| \| 26. Januar 2018 – 8. Februar 2018 2 Wochen (insgesamt 4) \| 4 \| Ghali \| Cara Italia Paolo Alberto Monachetti, Ghali Amdouni \| – \| \| 9. Februar 2018 – 22. Februar 2018 2 Wochen \| 2 \| Lo Stato Sociale \| Una vita in vacanza Lodovico Guenzi, Alberto Cazzola, Francesco Draicchio, Matteo Romagnoli, Alberto Guidetti, Enrico Roberto \| Nach einem zweiten Platz beim Sanremo-Festival 2018 konnte die Band ihren ersten Nummer-eins-Hit landen. \| \| 23. Februar 2018 – 8. März 2018 2 Wochen (insgesamt 4) \| 4 \| Ghali \| Cara Italia Paolo Alberto Monachetti, Ghali Amdouni \| – \| \| 9. März 2018 – 22. März 2018 2 Wochen \| 2 \| Drake \| God’s Plan Aubrey Graham, Ronald LaTour, Daveon Jackson, Matthew Samuels, Noah Shebib \| – \| \| 23. März 2018 – 5. April 2018 2 Wochen \| 2 \| Vegas Jones \| Malibu George Tsulaia, Matteo Privitera \| – \| \| 6. April 2018 – 12. April 2018 1 Woche \| 1 \| Capo Plaza \| Non cambierò mai Luca D’Orso \| – \| \| 13. April 2018 – 19. April 2018 1 Woche \| 1 \| Nicky Jam & J Balvin \| X Nick Rivera, José Balvin, Juan Vélez, Jonathan Thiel, Rashid Bedloe, Shareef Bedloe \| – \| \| 20. April 2018 – 3. Mai 2018 2 Wochen \| 2 \| Capo Plaza feat. Sfera Ebbasta & DrefGold \| Tesla Francesco Avallone, Luca D’Orso, Davide Covino, Elia Specolizzi, Gionata Boschetti, Paolo Monachetti \| – \| \| 4. Mai 2018 – 10. Mai 2018 1 Woche \| 1 \| Charlie Charles, Sfera Ebbasta & Ghali \| Peace & Love Paolo Alberto Monachetti, Gionata Boschetti, Ghali Amdouni \| – \| \| 11. Mai 2018 – 17. Mai 2018 1 Woche \| 1 \| Dark Polo Gang \| British Nicolò Rapisarda, Dylan Thomas Cerulli, Umberto Violo, Luca Antonio Barker \| – \| \| 18. Mai 2018 – 14. Juni 2018 4 Wochen \| 4 \| J-Ax & Fedez \| Italiana Alessandro Aleotti, Federico Leonardo Lucia, Fabio Clemente, Alessandro Merli, Davide Petrella \| – \| \| 15. Juni 2018 – 19. Juli 2018 5 Wochen (insgesamt 11) \| 11 \| Takagi & Ketra feat. Giusy Ferreri & Sean Kingston \| Amore e capoeira Alessandro Merli, Kisean Anderson, Fabio Clemente, Federica Abbate \| – \| \| 20. Juli 2018 – 26. Juli 2018 1 Woche \| 1 \| Rvssian & Sfera Ebbasta \| Pablo Tarik Johnston, Gionata Boschetti, Kevin Thomas, Richard McClashie \| – \| \| 27. Juli 2018 – 6. September 2018 6 Wochen (insgesamt 11) \| 11 \| Takagi & Ketra feat. Giusy Ferreri & Sean Kingston \| Amore e capoeira Alessandro Merli, Kisean Anderson, Fabio Clemente, Federica Abbate \| – \| \| 7. September 2018 – 13. September 2018 1 Woche \| 1 \| Guè Pequeno feat. Capo Plaza \| Trap Phone Cosimo Fini, Luca D’Orso, Pietro Miano, Federico Vaccari \| – \| \| 14. September 2018 – 20. September 2018 1 Woche \| 1 \| Guè Pequeno feat. Sfera Ebbasta & DrefGold \| Borsello Cosimo Fini, Gionata Boschetti, Elia Specolizzi, Pietro Miano, Federico Vaccari, Paolo Alberto Monachetti, Wolf Hasselmann, Imran Abbas \| – \| \| 21. September 2018 – 27. September 2018 1 Woche \| 1 \| Salmo \| 90min Maurizio Pisciottu, Theron Feemster \| – \| \| 28. September 2018 – 1. November 2018 5 Wochen (insgesamt 6) \| 6 \| Måneskin \| Torna a casa Damiano David \| Der Rockgruppe, die im Vorjahr durch die Castingshow X Factor bekannt wurde, gelang mit der dritten Single der erste Spitzenplatz. \| \| 2. November 2018 – 8. November 2018 1 Woche \| 1 \| Fedez \| Prima di ogni cosa Federico Lucia, Daniele Lazzarin \| – \| \| 9. November 2018 – 15. November 2018 1 Woche \| 1 \| Salmo feat. Sfera Ebbasta \| Cabriolet Maurizio Pisciottu, Gionata Boschetti, Paolo Alberto Monachetti \| – \| \| 16. November 2018 – 22. November 2018 1 Woche (insgesamt 6) \| 6 \| Måneskin \| Torna a casa Damiano David \| – \| \| 23. November 2018 – 29. November 2018 1 Woche (insgesamt 2) \| 2 \| Anastasio \| La fine del mondo Marco Anastasio \| Der Rapper war unter den Finalisten der Castingshow X Factor, die er mit diesem Lied am 13. Dezember auch gewann. \| \| 30. November 2018 – 6. Dezember 2018 1 Woche \| 1 \| Sfera Ebbasta \| Happy Birthday Gionata Boschetti, Tarik Johnston, Paolo Alberto Monachetti, Kevin Thomas \| – \| \| 7. Dezember 2018 – 13. Dezember 2018 1 Woche (insgesamt 4) \| 4 \| Salmo feat. Nstasia \| Il cielo nella stanza Maurizio Pisciottu, Pietro Miano, Marco Azara, Ashley Nastasia Griffin, Federico Vaccari \| – \| \| 14. Dezember 2018 – 20. Dezember 2018 1 Woche (insgesamt 2) \| 2 \| Anastasio \| La fine del mondo Marco Anastasio \| – \| \| 21. Dezember 2018 – 10. Januar 2019 3 Wochen (insgesamt 4) \| 4 \| Salmo feat. Nstasia \| Il cielo nella stanza Maurizio Pisciottu, Pietro Miano, Marco Azara, Ashley Nastasia Griffin, Federico Vaccari \| – \| |                                       |                                                    | | |
| ← 2017 |                                       |                                                    | | → 2019 → |
| Zeitraum | Wo. ges.                              | Interpret                                          | Titel Autor(en) | Zusätzliche Informationen |
| (Zeitraum, Wochen auf Platz eins, Interpret, Titel, Autor[en], zusätzliche Informationen) |                                       |                                                    | | |
| 1. Dezember 2017 – 18. Januar 2018 7 Wochen | 7                                     | Ed Sheeran                                         | Perfect Ed Sheeran | – |
| 19. Januar 2018 – 25. Januar 2018 1 Woche | 1                                     | Sfera Ebbasta feat. Quavo                          | Cupido Paolo Alberto Monachetti, Gionata Boschetti, Quavious Marshall                                                                            | – |
| 26. Januar 2018 – 8. Februar 2018 2 Wochen (insgesamt 4) | 4                                     | Ghali                                              | Cara Italia Paolo Alberto Monachetti, Ghali Amdouni                                                                                              | – |
| 9. Februar 2018 – 22. Februar 2018 2 Wochen | 2                                     | Lo Stato Sociale                                   | Una vita in vacanza Lodovico Guenzi, Alberto Cazzola, Francesco Draicchio, Matteo Romagnoli, Alberto Guidetti, Enrico Roberto                    | Nach einem zweiten Platz beim Sanremo-Festival 2018 konnte die Band ihren ersten Nummer-eins-Hit landen.                           |
| 23. Februar 2018 – 8. März 2018 2 Wochen (insgesamt 4) | 4                                     | Ghali                                              | Cara Italia Paolo Alberto Monachetti, Ghali Amdouni                                                                                              | – |
| 9. März 2018 – 22. März 2018 2 Wochen | 2                                     | Drake                                              | God’s Plan Aubrey Graham, Ronald LaTour, Daveon Jackson, Matthew Samuels, Noah Shebib                                                            | – |
| 23. März 2018 – 5. April 2018 2 Wochen | 2                                     | Vegas Jones                                        | Malibu George Tsulaia, Matteo Privitera | – |
| 6. April 2018 – 12. April 2018 1 Woche | 1                                     | Capo Plaza                                         | Non cambierò mai Luca D’Orso | – |
| 13. April 2018 – 19. April 2018 1 Woche | 1                                     | Nicky Jam & J Balvin                               | X Nick Rivera, José Balvin, Juan Vélez, Jonathan Thiel, Rashid Bedloe, Shareef Bedloe                                                            | – |
| 20. April 2018 – 3. Mai 2018 2 Wochen | 2                                     | Capo Plaza feat. Sfera Ebbasta & DrefGold          | Tesla Francesco Avallone, Luca D’Orso, Davide Covino, Elia Specolizzi, Gionata Boschetti, Paolo Monachetti                                       | – |
| 4. Mai 2018 – 10. Mai 2018 1 Woche | 1                                     | Charlie Charles, Sfera Ebbasta & Ghali             | Peace & Love Paolo Alberto Monachetti, Gionata Boschetti, Ghali Amdouni                                                                          | – |
| 11. Mai 2018 – 17. Mai 2018 1 Woche | 1                                     | Dark Polo Gang                                     | British Nicolò Rapisarda, Dylan Thomas Cerulli, Umberto Violo, Luca Antonio Barker                                                               | – |
| 18. Mai 2018 – 14. Juni 2018 4 Wochen | 4                                     | J-Ax & Fedez                                       | Italiana Alessandro Aleotti, Federico Leonardo Lucia, Fabio Clemente, Alessandro Merli, Davide Petrella                                          | – |
| 15. Juni 2018 – 19. Juli 2018 5 Wochen (insgesamt 11) | 11                                    | Takagi & Ketra feat. Giusy Ferreri & Sean Kingston | Amore e capoeira Alessandro Merli, Kisean Anderson, Fabio Clemente, Federica Abbate                                                              | – |
| 20. Juli 2018 – 26. Juli 2018 1 Woche | 1                                     | Rvssian & Sfera Ebbasta                            | Pablo Tarik Johnston, Gionata Boschetti, Kevin Thomas, Richard McClashie                                                                         | – |
| 27. Juli 2018 – 6. September 2018 6 Wochen (insgesamt 11) | 11                                    | Takagi & Ketra feat. Giusy Ferreri & Sean Kingston | Amore e capoeira Alessandro Merli, Kisean Anderson, Fabio Clemente, Federica Abbate                                                              | – |
| 7. September 2018 – 13. September 2018 1 Woche | 1                                     | Guè Pequeno feat. Capo Plaza                       | Trap Phone Cosimo Fini, Luca D’Orso, Pietro Miano, Federico Vaccari                                                                              | – |
| 14. September 2018 – 20. September 2018 1 Woche | 1                                     | Guè Pequeno feat. Sfera Ebbasta & DrefGold         | Borsello Cosimo Fini, Gionata Boschetti, Elia Specolizzi, Pietro Miano, Federico Vaccari, Paolo Alberto Monachetti, Wolf Hasselmann, Imran Abbas | – |
| 21. September 2018 – 27. September 2018 1 Woche | 1                                     | Salmo                                              | 90min Maurizio Pisciottu, Theron Feemster | – |
| 28. September 2018 – 1. November 2018 5 Wochen (insgesamt 6) | 6                                     | Måneskin                                           | Torna a casa Damiano David | Der Rockgruppe, die im Vorjahr durch die Castingshow X Factor bekannt wurde, gelang mit der dritten Single der erste Spitzenplatz. |
| 2. November 2018 – 8. November 2018 1 Woche | 1                                     | Fedez                                              | Prima di ogni cosa Federico Lucia, Daniele Lazzarin                                                                                              | – |
| 9. November 2018 – 15. November 2018 1 Woche | 1                                     | Salmo feat. Sfera Ebbasta                          | Cabriolet Maurizio Pisciottu, Gionata Boschetti, Paolo Alberto Monachetti                                                                        | – |
| 16. November 2018 – 22. November 2018 1 Woche (insgesamt 6) | 6                                     | Måneskin                                           | Torna a casa Damiano David | – |
| 23. November 2018 – 29. November 2018 1 Woche (insgesamt 2) | 2                                     | Anastasio                                          | La fine del mondo Marco Anastasio | Der Rapper war unter den Finalisten der Castingshow X Factor, die er mit diesem Lied am 13. Dezember auch gewann.                  |
| 30. November 2018 – 6. Dezember 2018 1 Woche | 1                                     | Sfera Ebbasta                                      | Happy Birthday Gionata Boschetti, Tarik Johnston, Paolo Alberto Monachetti, Kevin Thomas                                                         | – |
| 7. Dezember 2018 – 13. Dezember 2018 1 Woche (insgesamt 4) | 4                                     | Salmo feat. Nstasia                                | Il cielo nella stanza Maurizio Pisciottu, Pietro Miano, Marco Azara, Ashley Nastasia Griffin, Federico Vaccari                                   | – |
| 14. Dezember 2018 – 20. Dezember 2018 1 Woche (insgesamt 2) | 2                                     | Anastasio                                          | La fine del mondo Marco Anastasio | – |
| 21. Dezember 2018 – 10. Januar 2019 3 Wochen (insgesamt 4) | 4                                     | Salmo feat. Nstasia                                | Il cielo nella stanza Maurizio Pisciottu, Pietro Miano, Marco Azara, Ashley Nastasia Griffin, Federico Vaccari                                   | – |

## Alben
| ← 2017 ← | Liste der Nummer-eins-Alben in Italien | Liste der Nummer-eins-Alben in Italien | Liste der Nummer-eins-Alben in Italien | 2019 → |
| \| Zeitraum \| Wo. ges. \| Interpret \| Titel \| Zusätzliche Informationen \| \| (Zeitraum, Wochen auf Platz eins, Interpret, Titel, zusätzliche Informationen) \| \| \| \| \| \| ------------------------------------------------------------------------------ \| -------- \| ------------------ \| ----------------------------- \| ------------------------------------------------------------------------------------------------------------------------------------------------------------------------------------------------------------------------------------------- \| \| 8. Dezember 2017 – 4. Januar 2018 4 Wochen \| 4 \| Vasco Rossi \| Vasco Modena Park \| – \| \| 5. Januar 2018 – 11. Januar 2018 1 Woche (insgesamt 3) \| 3 \| Ed Sheeran \| ÷ \| – \| \| 12. Januar 2018 – 18. Januar 2018 1 Woche \| 1 \| Nitro \| No Comment \| – \| \| 19. Januar 2018 – 1. Februar 2018 2 Wochen (insgesamt 4) \| 4 \| Sfera Ebbasta \| Rockstar \| – \| \| 2. Februar 2018 – 8. Februar 2018 1 Woche \| 1 \| MadMan \| Back Home \| – \| \| 9. Februar 2018 – 15. Februar 2018 1 Woche \| 1 \| Ermal Meta \| Non abbiamo armi \| Nach dem Sieg beim Sanremo-Festival (zusammen mit Fabrizio Moro) reichte es in den Singlecharts zwar nur für Platz zwei, doch mit seinem dritten Album konnte der Cantautore sich wie im Vorjahr die Spitze der Albumcharts sichern. \| \| 16. Februar 2018 – 1. März 2018 2 Wochen (insgesamt 4) \| 4 \| Sfera Ebbasta \| Rockstar \| – \| \| 2. März 2018 – 8. März 2018 1 Woche (insgesamt 2) \| 2 \| Benji & Fede \| Siamo solo noise \| – \| \| 9. März 2018 – 15. März 2018 1 Woche \| 1 \| Tedua \| Mowgli il disco della giungla \| – \| \| 16. März 2018 – 22. März 2018 1 Woche (insgesamt 3) \| 3 \| Laura Pausini \| Fatti sentire \| – \| \| 23. März 2018 – 29. März 2018 1 Woche \| 1 \| Mina \| Maeba \| – \| \| 30. März 2018 – 12. April 2018 2 Wochen (insgesamt 3) \| 3 \| Laura Pausini \| Fatti sentire \| – \| \| 13. April 2018 – 19. April 2018 1 Woche \| 1 \| Noyz Narcos \| Enemy \| – \| \| 20. April 2018 – 3. Mai 2018 2 Wochen \| 2 \| Gemitaiz \| Davide \| – \| \| 4. Mai 2018 – 10. Mai 2018 1 Woche \| 1 \| Capo Plaza \| 20 \| – \| \| 11. Mai 2018 – 24. Mai 2018 2 Wochen \| 2 \| Carl Brave \| Notti brave \| – \| \| 25. Mai 2018 – 31. Mai 2018 1 Woche \| 1 \| Calcutta \| Evergreen \| – \| \| 1. Juni 2018 – 2. August 2018 9 Wochen (insgesamt 10) \| 10 \| Irama \| Plume \| Der Finalist der Castingshow Amici di Maria De Filippi konnte mit seinem zweiten Album erstmals die Chartspitze erreichen, außerdem war er sechsmal in den Singlecharts vertreten. Am 11. Juni ging Irama aus dem Finale als Sieger hervor. \| \| 3. August 2018 – 9. August 2018 1 Woche \| 1 \| Travis Scott \| Astroworld \| – \| \| 10. August 2018 – 16. August 2018 1 Woche (insgesamt 10) \| 10 \| Irama \| Plume \| – \| \| 17. August 2018 – 30. August 2018 2 Wochen \| 2 \| Ariana Grande \| Sweetener \| – \| \| 31. August 2018 – 6. September 2018 1 Woche \| 1 \| Eminem \| Kamikaze \| – \| \| 7. September 2018 – 13. September 2018 1 Woche \| 1 \| Ernia \| 68 \| – \| \| 14. September 2018 – 20. September 2018 1 Woche \| 1 \| Guè Pequeno \| Sinatra \| – \| \| 21. September 2018 – 27. September 2018 1 Woche \| 1 \| Thegiornalisti \| Love \| – \| \| 28. September 2018 – 4. Oktober 2018 1 Woche \| 1 \| Dark Polo Gang \| Trap Lovers \| – \| \| 5. Oktober 2018 – 11. Oktober 2018 1 Woche \| 1 \| Alessandra Amoroso \| 10 \| – \| \| 12. Oktober 2018 – 18. Oktober 2018 1 Woche \| 1 \| Emis Killa \| Supereroe \| – \| \| 19. Oktober 2018 – 25. Oktober 2018 1 Woche \| 1 \| Irama \| Giovani \| – \| \| 26. Oktober 2018 – 1. November 2018 1 Woche \| 1 \| Måneskin \| Il ballo della vita \| Das Debütalbum der Rockband erreichte auf Anhieb den ersten Platz. \| \| 2. November 2018 – 8. November 2018 1 Woche (insgesamt 2) \| 2 \| Benji & Fede \| Siamo solo noise \| – \| \| 9. November 2018 – 22. November 2018 2 Wochen (insgesamt 6) \| 6 \| Salmo \| Playlist \| – \| \| 23. November 2018 – 29. November 2018 1 Woche \| 1 \| Eros Ramazzotti \| Vita ce n’è \| – \| \| 30. November 2018 – 6. Dezember 2018 1 Woche (insgesamt 3) \| 3 \| Marco Mengoni \| Atlantico \| – \| \| 7. Dezember 2018 – 13. Dezember 2018 1 Woche \| 1 \| Laura Pausini \| Fatti sentire ancora \| Mit der Neuauflage des letzten Studioalbums, inklusive einer Live-DVD und Zusatzmaterialien, konnte Pausini ein zweites Mal in diesem Jahr die Spitze der Albumcharts erreichen. \| \| 14. Dezember 2018 – 27. Dezember 2018 2 Wochen (insgesamt 3) \| 3 \| Marco Mengoni \| Atlantico \| – \| \| 28. Dezember 2018 – 24. Januar 2019 4 Wochen (insgesamt 6) \| 6 \| Salmo \| Playlist \| – \| |                                        |                                        |                                        | |
| ← 2017 |                                        |                                        |                                        | → 2019 → |
| Zeitraum | Wo. ges.                               | Interpret                              | Titel                                  | Zusätzliche Informationen |
| (Zeitraum, Wochen auf Platz eins, Interpret, Titel, zusätzliche Informationen) |                                        |                                        |                                        | |
| 8. Dezember 2017 – 4. Januar 2018 4 Wochen | 4                                      | Vasco Rossi                            | Vasco Modena Park                      | – |
| 5. Januar 2018 – 11. Januar 2018 1 Woche (insgesamt 3) | 3                                      | Ed Sheeran                             | ÷                                      | – |
| 12. Januar 2018 – 18. Januar 2018 1 Woche | 1                                      | Nitro                                  | No Comment                             | – |
| 19. Januar 2018 – 1. Februar 2018 2 Wochen (insgesamt 4) | 4                                      | Sfera Ebbasta                          | Rockstar                               | – |
| 2. Februar 2018 – 8. Februar 2018 1 Woche | 1                                      | MadMan                                 | Back Home                              | – |
| 9. Februar 2018 – 15. Februar 2018 1 Woche | 1                                      | Ermal Meta                             | Non abbiamo armi                       | Nach dem Sieg beim Sanremo-Festival (zusammen mit Fabrizio Moro) reichte es in den Singlecharts zwar nur für Platz zwei, doch mit seinem dritten Album konnte der Cantautore sich wie im Vorjahr die Spitze der Albumcharts sichern.        |
| 16. Februar 2018 – 1. März 2018 2 Wochen (insgesamt 4) | 4                                      | Sfera Ebbasta                          | Rockstar                               | – |
| 2. März 2018 – 8. März 2018 1 Woche (insgesamt 2) | 2                                      | Benji & Fede                           | Siamo solo noise                       | – |
| 9. März 2018 – 15. März 2018 1 Woche | 1                                      | Tedua                                  | Mowgli il disco della giungla          | – |
| 16. März 2018 – 22. März 2018 1 Woche (insgesamt 3) | 3                                      | Laura Pausini                          | Fatti sentire                          | – |
| 23. März 2018 – 29. März 2018 1 Woche | 1                                      | Mina                                   | Maeba                                  | – |
| 30. März 2018 – 12. April 2018 2 Wochen (insgesamt 3) | 3                                      | Laura Pausini                          | Fatti sentire                          | – |
| 13. April 2018 – 19. April 2018 1 Woche | 1                                      | Noyz Narcos                            | Enemy                                  | – |
| 20. April 2018 – 3. Mai 2018 2 Wochen | 2                                      | Gemitaiz                               | Davide                                 | – |
| 4. Mai 2018 – 10. Mai 2018 1 Woche | 1                                      | Capo Plaza                             | 20                                     | – |
| 11. Mai 2018 – 24. Mai 2018 2 Wochen | 2                                      | Carl Brave                             | Notti brave                            | – |
| 25. Mai 2018 – 31. Mai 2018 1 Woche | 1                                      | Calcutta                               | Evergreen                              | – |
| 1. Juni 2018 – 2. August 2018 9 Wochen (insgesamt 10) | 10                                     | Irama                                  | Plume                                  | Der Finalist der Castingshow Amici di Maria De Filippi konnte mit seinem zweiten Album erstmals die Chartspitze erreichen, außerdem war er sechsmal in den Singlecharts vertreten. Am 11. Juni ging Irama aus dem Finale als Sieger hervor. |
| 3. August 2018 – 9. August 2018 1 Woche | 1                                      | Travis Scott                           | Astroworld                             | – |
| 10. August 2018 – 16. August 2018 1 Woche (insgesamt 10) | 10                                     | Irama                                  | Plume                                  | – |
| 17. August 2018 – 30. August 2018 2 Wochen | 2                                      | Ariana Grande                          | Sweetener                              | – |
| 31. August 2018 – 6. September 2018 1 Woche | 1                                      | Eminem                                 | Kamikaze                               | – |
| 7. September 2018 – 13. September 2018 1 Woche | 1                                      | Ernia                                  | 68                                     | – |
| 14. September 2018 – 20. September 2018 1 Woche | 1                                      | Guè Pequeno                            | Sinatra                                | – |
| 21. September 2018 – 27. September 2018 1 Woche | 1                                      | Thegiornalisti                         | Love                                   | – |
| 28. September 2018 – 4. Oktober 2018 1 Woche | 1                                      | Dark Polo Gang                         | Trap Lovers                            | – |
| 5. Oktober 2018 – 11. Oktober 2018 1 Woche | 1                                      | Alessandra Amoroso                     | 10                                     | – |
| 12. Oktober 2018 – 18. Oktober 2018 1 Woche | 1                                      | Emis Killa                             | Supereroe                              | – |
| 19. Oktober 2018 – 25. Oktober 2018 1 Woche | 1                                      | Irama                                  | Giovani                                | – |
| 26. Oktober 2018 – 1. November 2018 1 Woche | 1                                      | Måneskin                               | Il ballo della vita                    | Das Debütalbum der Rockband erreichte auf Anhieb den ersten Platz. |
| 2. November 2018 – 8. November 2018 1 Woche (insgesamt 2) | 2                                      | Benji & Fede                           | Siamo solo noise                       | – |
| 9. November 2018 – 22. November 2018 2 Wochen (insgesamt 6) | 6                                      | Salmo                                  | Playlist                               | – |
| 23. November 2018 – 29. November 2018 1 Woche | 1                                      | Eros Ramazzotti                        | Vita ce n’è                            | – |
| 30. November 2018 – 6. Dezember 2018 1 Woche (insgesamt 3) | 3                                      | Marco Mengoni                          | Atlantico                              | – |
| 7. Dezember 2018 – 13. Dezember 2018 1 Woche | 1                                      | Laura Pausini                          | Fatti sentire ancora                   | Mit der Neuauflage des letzten Studioalbums, inklusive einer Live-DVD und Zusatzmaterialien, konnte Pausini ein zweites Mal in diesem Jahr die Spitze der Albumcharts erreichen.                                                            |
| 14. Dezember 2018 – 27. Dezember 2018 2 Wochen (insgesamt 3) | 3                                      | Marco Mengoni                          | Atlantico                              | – |
| 28. Dezember 2018 – 24. Januar 2019 4 Wochen (insgesamt 6) | 6                                      | Salmo                                  | Playlist                               | – |

## Jahreshitparaden
| ← 2017 ← | Liste der Jahres-Nummer-eins-Hits in Italien | Liste der Jahres-Nummer-eins-Hits in Italien | Liste der Jahres-Nummer-eins-Hits in Italien | 2019 →   |
| \| Singles \| Position# \| Alben \| \| ---------------------------------------------------------------------------------------------------------------------------------------------------- \| --------- \| ----------------------------- \| \| Amore e capoeira Takagi & Ketra feat. Giusy Ferreri & Sean Kingston Alessandro Merli, Kisean Anderson, Fabio Clemente, Federica Abbate \| 1 \| Rockstar Sfera Ebbasta \| \| Perfect Ed Sheeran \| 2 \| Plume Irama \| \| Cupido Sfera Ebbasta feat. Quavo Paolo Alberto Monachetti, Gionata Boschetti, Quavious Marshall \| 3 \| Fatti sentire Laura Pausini \| \| Tesla Capo Plaza feat. Sfera Ebbasta & DrefGold Francesco Avallone, Luca D’Orso, Davide Covino, Elia Specolizzi, Gionata Boschetti, Paolo Monachetti \| 4 \| Playlist Salmo \| \| Italiana J-Ax & Fedez Alessandro Aleotti, Federico Leonardo Lucia, Fabio Clemente, Alessandro Merli, Davide Petrella \| 5 \| Il ballo della vita Måneskin \| \| Nera Irama Giulio Nenna, Filippo Maria Fanti, Andrea De Bernardi, Giuseppe Colonnelli \| 6 \| 20 Capo Plaza \| \| La cintura Álvaro Soler , Jakob Erixson, Nadir Khayat, Simon Triebel, Ali Zuchowski \| 7 \| Peter Pan Ultimo \| \| X Nicky Jam & J Balvin Nick Rivera, José Balvin, Juan Vélez, Jonathan Thiel, Rashid Bedloe, Shareef Bedloe \| 8 \| Siamo solo noise Benji & Fede \| \| Cara Italia Ghali Paolo Alberto Monachetti, Ghali Amdouni \| 9 \| Davide Gemitaiz \| \| Da zero a cento Baby K Claudia Nahum \| 10 \| ÷ Ed Sheeran \| |                                              |                                              |                                              |          |
| ← 2017 |                                              |                                              |                                              | → 2019 → |
| Singles | Position#                                    | Alben                                        |                                              |          |
| Amore e capoeira Takagi & Ketra feat. Giusy Ferreri & Sean Kingston Alessandro Merli, Kisean Anderson, Fabio Clemente, Federica Abbate | 1                                            | Rockstar Sfera Ebbasta                       |                                              |          |
| Perfect Ed Sheeran | 2                                            | Plume Irama                                  |                                              |          |
| Cupido Sfera Ebbasta feat. Quavo Paolo Alberto Monachetti, Gionata Boschetti, Quavious Marshall | 3                                            | Fatti sentire Laura Pausini                  |                                              |          |
| Tesla Capo Plaza feat. Sfera Ebbasta & DrefGold Francesco Avallone, Luca D’Orso, Davide Covino, Elia Specolizzi, Gionata Boschetti, Paolo Monachetti | 4                                            | Playlist Salmo                               |                                              |          |
| Italiana J-Ax & Fedez Alessandro Aleotti, Federico Leonardo Lucia, Fabio Clemente, Alessandro Merli, Davide Petrella | 5                                            | Il ballo della vita Måneskin                 |                                              |          |
| Nera Irama Giulio Nenna, Filippo Maria Fanti, Andrea De Bernardi, Giuseppe Colonnelli | 6                                            | 20 Capo Plaza                                |                                              |          |
| La cintura Álvaro Soler , Jakob Erixson, Nadir Khayat, Simon Triebel, Ali Zuchowski | 7                                            | Peter Pan Ultimo                             |                                              |          |
| X Nicky Jam & J Balvin Nick Rivera, José Balvin, Juan Vélez, Jonathan Thiel, Rashid Bedloe, Shareef Bedloe | 8                                            | Siamo solo noise Benji & Fede                |                                              |          |
| Cara Italia Ghali Paolo Alberto Monachetti, Ghali Amdouni | 9                                            | Davide Gemitaiz                              |                                              |          |
| Da zero a cento Baby K Claudia Nahum | 10                                           | ÷ Ed Sheeran                                 |                                              |          |